# Temporada 1997-98 de los New York Knicks
La temporada 1997-98 fue la quincuagésimo segunda de los New York Knicks en la NBA. La temporada regular acabó con 43 victorias y 39 derrotas, ocupando el séptimo puesto de la conferencia, clasificándose para los playoffs, donde cayeron en las semifinales de conferencia ante los Indiana Pacers.

## Elecciones en el Draft
| Ronda | Puesto | Jugador     | Posición  | Nacionalidad   | Universidad |
| ----- | ------ | ----------- | --------- | -------------- | ----------- |
| 1     | 25     | John Thomas | Ala-Pívot | Estados Unidos | Minnesota   |

## Temporada regular
| División Atlántico | División Atlántico | División Atlántico | División Atlántico | División Atlántico | División Atlántico | División Atlántico | División Atlántico | División Atlántico |
| Equipo             | G                  | P                  | %                  | PD                 | Casa               | Fuera              | Div                |                    |
| ------------------ | ------------------ | ------------------ | ------------------ | ------------------ | ------------------ | ------------------ | ------------------ | ------------------ |
| y-Miami Heat       | 55                 | 27                 | .671               | –                  | 30-11              | 25–16              | 18–6               |                    |
| x-New York Knicks  | 43                 | 39                 | .524               | 12                 | 28–13              | 15–26              | 13–11              |                    |
| x-New Jersey Nets  | 43                 | 39                 | .524               | 12                 | 26–15              | 17–24              | 12–12              |                    |
| Washington Wizards | 42                 | 40                 | .512               | 13                 | 24–17              | 18–23              | 12–13              |                    |
| Orlando Magic      | 41                 | 41                 | .500               | 14                 | 24–17              | 17–24              | 11–13              |                    |
| Boston Celtics     | 36                 | 46                 | .439               | 19                 | 24–17              | 12–29              | 12–12              |                    |
| Philadelphia 76ers | 31                 | 51                 | .378               | 24                 | 19–22              | 12–29              | 7–17               |                    |

## Playoffs

### Primera ronda
Miami Heat  vs. New York Knicks
| Fecha       | Partido                             | Ciudad     |
| ----------- | ----------------------------------- | ---------- |
| 24 de abril | Miami Heat 94, New York Knicks 79   | Miami      |
| 26 de abril | Miami Heat 86, New York Knicks 96   | Miami      |
| 28 de abril | New York Knicks 85, Miami Heat 91   | Nueva York |
| 30 de abril | New York Knicks 90, Miami Heat 85   | Nueva York |
| 3 de mayo   | Miami Heat 81, New York Knicks 98   | Miami      |
|             | New York Knicks gana las series 3-2 |            |

### Semifinales de Conferencia
Indiana Pacers vs. New York Knicks
| Fecha      | Partido                                 | Ciudad       |
| ---------- | --------------------------------------- | ------------ |
| 5 de mayo  | Indiana Pacers 93, New York Knicks 83   | Indianapolis |
| 7 de mayo  | Indiana Pacers 85, New York Knicks 77   | Indianapolis |
| 9 de mayo  | New York Knicks 83, Indiana Pacers 76   | Nueva York   |
| 10 de mayo | New York Knicks 107, Indiana Pacers 118 | Nueva York   |
| 13 de mayo | Indiana Pacers 99, New York Knicks 88   | Indianapolis |
|            | Indiana Pacers gana las series 4-3      |              |

## Estadísticas

### Temporada regular
| Rk | Jugador         | Edad | Pos. | P  | PT | MP   | TC  | TCI  | %TC  | T3  | T3I | %T3  | TL  | TLI | %TL  | RO  | RD  | RT   | AS  | RB  | TAP | BP  | FP  | PTS  |
| -- | --------------- | ---- | ---- | -- | -- | ---- | --- | ---- | ---- | --- | --- | ---- | --- | --- | ---- | --- | --- | ---- | --- | --- | --- | --- | --- | ---- |
| 1  | Allan Houston   | 26   | SG   | 82 | 82 | 34.7 | 7.0 | 15.6 | .447 | 1.0 | 2.6 | .385 | 3.5 | 4.1 | .851 | 0.5 | 2.8 | 3.3  | 2.6 | 0.8 | 0.3 | 2.4 | 2.5 | 18.4 |
| 2  | Charles Oakley  | 34   | PF   | 79 | 79 | 34.6 | 3.9 | 8.8  | .440 | 0.0 | 0.1 | .000 | 1.2 | 1.4 | .851 | 2.8 | 6.4 | 9.2  | 2.5 | 1.6 | 0.3 | 1.6 | 3.5 | 9.0  |
| 3  | Larry Johnson   | 28   | SF   | 70 | 70 | 34.5 | 6.1 | 12.6 | .485 | 0.2 | 0.9 | .238 | 3.1 | 4.0 | .756 | 2.5 | 3.2 | 5.7  | 2.1 | 0.6 | 0.2 | 1.8 | 2.8 | 15.5 |
| 4  | Patrick Ewing   | 35   | C    | 26 | 26 | 32.6 | 7.8 | 15.5 | .504 | 0.0 | 0.1 | .000 | 5.2 | 7.2 | .720 | 2.3 | 7.9 | 10.2 | 1.1 | 0.6 | 2.2 | 3.0 | 2.8 | 20.8 |
| 5  | Charlie Ward    | 27   | PG   | 82 | 82 | 28.3 | 2.9 | 6.3  | .455 | 1.0 | 2.6 | .377 | 1.1 | 1.4 | .805 | 0.4 | 3.0 | 3.3  | 5.7 | 1.8 | 0.5 | 2.1 | 2.4 | 7.8  |
| 6  | Chris Mills     | 28   | SF   | 80 | 29 | 27.3 | 3.7 | 8.4  | .433 | 0.5 | 1.7 | .292 | 1.9 | 2.4 | .804 | 1.5 | 3.6 | 5.1  | 1.7 | 0.6 | 0.4 | 1.3 | 2.7 | 9.7  |
| 7  | John Starks     | 32   | SG   | 82 | 10 | 26.7 | 4.5 | 11.5 | .393 | 1.6 | 4.9 | .327 | 2.3 | 2.9 | .787 | 0.6 | 2.2 | 2.8  | 2.7 | 1.0 | 0.1 | 1.7 | 2.5 | 12.9 |
| 8  | Chris Childs    | 30   | PG   | 68 | 0  | 23.5 | 2.2 | 5.2  | .421 | 0.4 | 1.3 | .310 | 1.5 | 1.9 | .825 | 0.4 | 2.0 | 2.4  | 3.9 | 0.8 | 0.1 | 1.5 | 2.6 | 6.3  |
| 9  | Buck Williams   | 37   | PF   | 41 | 6  | 18.0 | 1.8 | 3.6  | .503 | 0.0 | 0.0 |      | 1.3 | 1.7 | .732 | 1.9 | 2.6 | 4.5  | 0.5 | 0.4 | 0.4 | 0.9 | 2.3 | 4.9  |
| 10 | Terry Cummings  | 36   | PF   | 30 | 1  | 17.6 | 3.4 | 7.2  | .477 | 0.0 | 0.0 |      | 0.9 | 1.3 | .700 | 1.4 | 3.1 | 4.5  | 0.9 | 0.5 | 0.2 | 1.1 | 2.6 | 7.8  |
| 11 | Chris Dudley    | 32   | C    | 51 | 22 | 16.8 | 1.1 | 2.8  | .406 | 0.0 | 0.0 |      | 0.8 | 1.8 | .446 | 2.1 | 3.3 | 5.4  | 0.4 | 0.3 | 1.0 | 0.9 | 2.7 | 3.1  |
| 12 | Anthony Bowie   | 34   | SG   | 27 | 3  | 8.3  | 1.2 | 2.2  | .542 | 0.1 | 0.1 | .750 | 0.3 | 0.3 | .889 | 0.3 | 0.6 | 1.0  | 0.4 | 0.2 | 0.1 | 0.3 | 0.9 | 2.8  |
| 13 | Brooks Thompson | 27   | PG   | 17 | 0  | 7.1  | 0.8 | 1.7  | .448 | 0.2 | 0.8 | .286 | 0.2 | 0.3 | .600 | 0.0 | 0.6 | 0.6  | 1.4 | 0.4 | 0.1 | 0.6 | 0.9 | 1.9  |
| 14 | Herb Williams   | 39   | PF   | 27 | 0  | 6.6  | 0.7 | 1.6  | .419 | 0.0 | 0.0 |      | 0.0 | 0.3 | .125 | 0.2 | 0.9 | 1.1  | 0.1 | 0.2 | 0.3 | 0.2 | 1.3 | 1.4  |
| 15 | Pete Myers      | 34   | SG   | 9  | 0  | 4.4  | 0.6 | 1.1  | .500 | 0.0 | 0.0 |      | 0.4 | 0.7 | .667 | 0.6 | 0.6 | 1.1  | 0.3 | 0.4 | 0.0 | 0.4 | 0.8 | 1.6  |
| 16 | Ben Davis       | 25   | PF   | 7  | 0  | 1.9  | 0.3 | 1.4  | .200 | 0.0 | 0.0 |      | 0.0 | 0.0 |      | 0.9 | 0.0 | 0.9  | 0.0 | 0.1 | 0.0 | 0.0 | 0.4 | 0.6  |

### Playoffs
| Rk | Jugador        | Edad | Pos. | P  | PT | MP   | TC  | TCI  | %TC  | T3  | T3I | %T3  | TL  | TLI | %TL  | RO  | RD  | RT  | AS  | RB  | TAP | BP  | FP  | PTS  |
| -- | -------------- | ---- | ---- | -- | -- | ---- | --- | ---- | ---- | --- | --- | ---- | --- | --- | ---- | --- | --- | --- | --- | --- | --- | --- | --- | ---- |
| 1  | Allan Houston  | 26   | SG   | 10 | 10 | 40.3 | 7.6 | 17.5 | .434 | 0.9 | 2.3 | .391 | 5.0 | 5.8 | .862 | 0.6 | 3.2 | 3.8 | 2.8 | 0.5 | 0.1 | 3.2 | 2.7 | 21.1 |
| 2  | Larry Johnson  | 28   | SF   | 8  | 8  | 38.8 | 6.5 | 13.4 | .486 | 0.3 | 1.3 | .200 | 4.6 | 6.3 | .740 | 3.1 | 3.5 | 6.6 | 1.6 | 1.3 | 0.4 | 3.1 | 3.8 | 17.9 |
| 3  | Charles Oakley | 34   | PF   | 10 | 10 | 34.2 | 2.9 | 7.1  | .408 | 0.0 | 0.0 |      | 2.3 | 2.5 | .920 | 2.1 | 6.4 | 8.5 | 1.4 | 1.1 | 0.2 | 1.3 | 3.8 | 8.1  |
| 4  | Patrick Ewing  | 35   | C    | 4  | 4  | 33.0 | 5.0 | 14.0 | .357 | 0.0 | 0.0 |      | 4.0 | 6.8 | .593 | 2.3 | 5.8 | 8.0 | 1.3 | 0.8 | 1.3 | 2.5 | 4.0 | 14.0 |
| 5  | John Starks    | 32   | SG   | 10 | 2  | 31.4 | 5.9 | 12.5 | .472 | 2.5 | 5.9 | .424 | 2.1 | 2.4 | .875 | 0.4 | 3.6 | 4.0 | 2.3 | 1.6 | 0.1 | 1.1 | 3.5 | 16.4 |
| 6  | Charlie Ward   | 27   | PG   | 10 | 10 | 26.1 | 2.3 | 5.5  | .418 | 0.9 | 2.1 | .429 | 1.1 | 1.6 | .688 | 0.3 | 2.5 | 2.8 | 6.0 | 2.0 | 0.2 | 1.7 | 2.4 | 6.6  |
| 7  | Chris Childs   | 30   | PG   | 10 | 0  | 25.4 | 2.4 | 5.8  | .414 | 0.4 | 1.3 | .308 | 1.1 | 1.5 | .733 | 0.5 | 2.0 | 2.5 | 3.3 | 0.6 | 0.0 | 2.3 | 2.9 | 6.3  |
| 8  | Chris Mills    | 28   | SF   | 9  | 2  | 18.7 | 1.7 | 3.9  | .429 | 0.4 | 1.1 | .400 | 1.1 | 1.3 | .833 | 0.9 | 2.1 | 3.0 | 0.6 | 0.9 | 0.2 | 0.7 | 2.3 | 4.9  |
| 9  | Terry Cummings | 36   | PF   | 8  | 1  | 15.0 | 1.9 | 4.3  | .441 | 0.0 | 0.0 |      | 0.3 | 1.0 | .250 | 1.4 | 3.0 | 4.4 | 0.6 | 0.5 | 0.3 | 0.9 | 2.9 | 4.0  |
| 10 | Buck Williams  | 37   | PF   | 3  | 0  | 15.0 | 1.3 | 3.0  | .444 | 0.0 | 0.0 |      | 2.0 | 2.7 | .750 | 2.3 | 3.0 | 5.3 | 0.3 | 0.0 | 0.3 | 1.0 | 1.7 | 4.7  |
| 11 | Chris Dudley   | 32   | C    | 6  | 3  | 8.8  | 0.5 | 1.5  | .333 | 0.0 | 0.0 |      | 0.3 | 0.7 | .500 | 1.0 | 2.0 | 3.0 | 0.0 | 0.3 | 0.2 | 0.3 | 2.7 | 1.3  |
| 12 | Anthony Bowie  | 34   | SG   | 7  | 0  | 3.3  | 0.3 | 0.6  | .500 | 0.0 | 0.0 |      | 0.0 | 0.0 |      | 0.0 | 0.0 | 0.0 | 0.1 | 0.1 | 0.0 | 0.1 | 0.6 | 0.6  |

## Galardones y récords
| Jugador/Entrenador | Galardón                               |
| Charles Oakley     | 2.º Mejor quinteto defensivo de la NBA |